# Oggy und die Kakerlaken – Der Film
Oggy und die Kakerlaken – Der Film ist ein Animationsfilm von Xilam Animation aus dem Jahr 2013. Der Film basiert auf der Serie „Oggy und die Kakerlaken“. Dies ist der letzte Film, den Olivier Jean-Marie vor seinem Tod am 13. Mai 2021 drehte.

## Handlung
Der Film erzählt die chaotische Feindschaft zwischen dem gutmütigen Kater Oggy und den drei hinterhältigen Kakerlaken Joey, Dee Dee und Marky diesmal in Form einer Zeitreise durch die Evolutionsgeschichte und verschiedene Epochen.

### Ursprung des Lebens und Steinzeit
Die Handlung beginnt mit der humorvollen Darstellung der Entstehung des Lebens auf der Erde. Die Evolution wird in beschleunigter, überzeichneter Weise gezeigt, bis ein früher Vorfahre von Oggy in der Steinzeit auftaucht. Dieser entdeckt durch Zufall das Feuer, erschrickt jedoch davor und verliert es kurze Zeit später nicht zuletzt durch die Eingriffe der Kakerlaken, die dafür sorgen, dass das Feuer wieder ausgeht.

### Mittelalter
Der nächste Abschnitt führt in das europäische Mittelalter, wo Oggy in einer mittelalterlichen Welt lebt. Dort verliebt er sich in eine junge Frau namens Olivia, doch seine romantischen Bemühungen werden durch die ständigen Sabotageakte der Kakerlaken gestört. Diese bringen nicht nur Oggys Chancen in Gefahr, sondern sorgen für tumultartige Situationen im gesamten Schloss und Dorf.

### London um 1900
Im dritten Teil des Films findet sich Oggy in einer Fantasieversion von London um 1900 wieder. Gemeinsam mit seinem Cousin Jack wird er zum Detektiv im Stil von Sherlock Holmes. Ihr Ziel ist es, Jack von der Beschuldigung, eine Bombe geklaut zu haben, befreien. Die Kakerlaken wollen mit dieser Bombe London zerstören. Oggy findet mit der Hilfe von Olivia und Jack die Bombe und retten somit London vor der Zerstörung.

### Weltall
Der letzte Abschnitt spielt in einer futuristischen Welt im Weltall, inspiriert vom Star Wars Universum. Oggy und die Kakerlaken geraten in ein chaotisches Abenteuer zwischen Raumschiffen, Robotern und intergalaktischem Wahnsinn. Trotz der hoch technisierten Umgebung bleibt das Grundmotiv erhalten: Oggy versucht, die Kakerlaken loszuwerden und scheitert dabei auf spektakuläre Weise.
Am Ende kehren die Charaktere in die Gegenwart zurück. Der uralte Kampf zwischen Katze und Kakerlaken bleibt ungelöst und beginnt von Neuem.

## Figuren
Einige der Stimmen der Charaktere stammen aus Audioaufnahmen von Hugues Le Bars, der für die Originalserie komponierte. Jede Zeitleiste weist ihnen eine andere Rolle zu. Eine dieser Figuren, Olivia, erscheint nur in drei Zeitleisten.

### Hauptcharaktere
- Oggy – Der Protagonist der Filmabschnitte
- Die Kakerlaken – Die Hauptgegner der ersten drei Abschnitte, ausser „Oggy-Wan Kenoggy“
  - Joey – Der Anführer, der nichts plant, nur in „Oggy-Wan Kenoggy“
  - Dee Dee – Der Vielfrass, der sich mehr auf teuflische Pläne konzentriert
  - Marky – Unterstützt hauptsächlich Joey

### Nebencharaktere
- Jack – Oggys Cousin, der ihm während des Abenteuers oft hilft
- Bob – ein Nebenantagonist in „Oggy Magnon“, „Prince Oggy II“  eine Nebenfigur in „Jack Holmes“ und der Hauptantagonist in „Oggy-Wan Kenoggy“
- Olivia – Eine gutherzige Katze, die eine unterstützende Protagonistin in „Oggy Magnon“, „Prince Oggy II“ und „Jack Holmes“ ist

## Veröffentlichung und Vertrieb
Der Film wurde am 7. August 2013 in Frankreich veröffentlicht. In Vereinigtes Königreich und Irland wurde er am 20. Mai 2014 veröffentlicht. In Indien wurde er am veröffentlicht 21. Dezember 2014, auf Cartoon Network, später wurde es auch auf Sony YAY! am 25. Oktober 2021 veröffentlicht.
„Oggy und die Kakerlaken – Der Film“ wurde am 7. Dezember 2013 auf DVD und Blu-ray veröffentlicht. Der Film wurde am 11. November 2019 offiziell auf YouTube veröffentlicht und kann kostenlos angesehen werden.